# Остапенко, Алексей Иванович
Алексей Иванович Остапенко (род. 9 сентября 1948 года в с. Печище (Сумский район)) — доктор юридических наук (1997), профессор. Автор около 150 научных трудов.

## Биография
В 1966 году Остапенко окончил 11 классов средней школы, затем два года учился в Сумском техническом училище; в 1972 году окончил Львовскую специальную школу подготовки начальствующего состава МВД СССР; а через четыре года — Киевскую высшую школу МВД СССР им. Ф. Э. Дзержинского.
В 1981—1984 годах был адъюнктом кафедры административного права и научной организации труда в органах внутренних дел Киевской ВШ МВД СССР. В 1994—1995 годах был докторантом Украинской академии внутренних дел.
В 1984 году защитил диссертацию на соискание учёной степени кандидата юридических наук на тему «Административная деликтность в области общественного порядка и её профилактика» по специальности 12.00.02. В 1996 году — докторскую диссертацию на тему «Административная деликтология» по специальности 12.00.07.
В 1999 году Остапенко было присвоено учёное звание «доцент». Кроме этого, он награждён медалями «За безупречную службу» III, II и I степеней, нагрудным знаком «За отличие в службе» и медалями «10 лет Внутренним Войскам МВД Украины» и «10 лет МВД Украины».
В сферу научных интересов Остапенко входят исследование вопросов административной деликтологии, предупреждения и профилактики деликвентного поведения, административной ответственности и др.
В монографии «Административная деликтология: социально-правовой феномен и проблемы развития» (Львов, 1995) на значительном теоретическом, статистическом материале и на основе эмпирических исследований рассмотрены проблемы формирования административной деликтологии. Рассматривается значение административного деликта и юрисдикционной деятельности органов внутренних дел, анализируются проблемы административно-правовой политики и стратегии борьбы с деликтами. В основу выводов и рекомендаций положены результаты изучения административной практики.
Подготовил трёх кандидатов юридических наук по специальности 12.00.07 — административное право, теория управления, финансовое право.

## Научные труды
- Адміністративне право. Загальна і особлива частина. Альбом схем. — Львів, 1993.
- Зразки документів з адміністративної діяльності дільничного інспектора міліції: Навчально-практичний посібник. — Львів, 1994 (у співавторстві).
- Довідник дільничного інспектора міліції: Навчально-практичний посібник. — Львів, 1997 (у співавторстві).
- Кваліфікація адміністративних правопорушень: Навчальний посібник. — Львів, 2000.
- Адміністративне право України: Навчальний посібник. — Львів, 2001 (у співавторстві).
- Профілактика адміністративних правопорушень: Навчальний посібник. — Львів, 2001.
- Значення складу адміністративного делікту в юрисдикційній діяльності органів внутрішніх справ // Вісник Львівського інституту внутрішніх справ. — 1995. — № 2. — 0,25 д.а.
- Проблеми і місце адміністративної деліктології в сучасних умовах реформування суспільства // Вісник Львівського інституту внутрішніх справ. — 1996. — № 3. — 0,6 д.а.
- Деякі аспекти віктимності і моральності в адміністративній деліктології // Вісник Львівського інституту внутрішніх справ. — 1996. — № 4. — 0,7 д.а.
- Методи регулювання профілактики адміністративних правопорушень // Вісник Львівського інституту внутрішніх справ. — 2002. — № 1. — 0,4 д.а.